# Groupe de recherche de sociologie rurale
Le Groupe de Recherche de Sociologie Rurale du CNRS a été créé en 1950 par Henri Lefebvre. À l’époque Henri Lefebvre invite les meilleurs ruralistes français (Daniel Halévy, Michel Cépède, Louis Chevalier, René Dumont) et lance des enquêtes de terrain, en particulier, dans les campagnes toscanes (1950-1951). Ce dernier abandonnera la sociologie rurale, secteur dans lequel il sera alors relayé par Henri Mendras qui orientera avec Marcel Jollivet, les recherches sur la « seconde révolution française », la fin des paysans et l’entrée de la France dans la modernité.

## Histoire
L’équipe constituée autour de Mendras sera dans un premier temps hébergée dans les combles de l’Académie d’Agriculture, à Paris avant de s’installer à la suite des événements de mai 1968 sur le campus de l’Université de Paris X, à Nanterre. Le Groupe de Recherche de Sociologie Rurale du CNRS sous sa forme actuelle est une composante de l’Unité Mixte de Recherche (UMR) du CNRS, LADYSS « Laboratoire Dynamiques sociales et recomposition des espaces ». Créé en 1997, sous la direction depuis 2003 du sociologue, Jean-Paul Billaud, le LADYSS est un laboratoire pluridisciplinaire associant deux disciplines principales, la géographie et la sociologie et quatre sites.